# フェリー波之上
フェリー波之上（フェリーなみのうえ）は、マルエーフェリーが運航するフェリー。船名は波上宮に由来し、本船で5代目である。

## 概要
フェリーなみのうえの代船として三菱重工業下関造船所で建造され、2012年9月27日に鹿児島 - 奄美 - 沖縄航路に就航した。
鉄道建設・運輸施設整備支援機構の共有建造制度を利用して建造された鉄道・運輸機構との共有船である。

### 航路
鹿児島航路
- 鹿児島港（新港） - 奄美大島（名瀬港新港地区） - 徳之島（亀徳港） - 沖永良部島（和泊港） - 与論島（与論港） - 本部港 - 那覇港（那覇ふ頭）

本船とフェリーあけぼのの2隻で2日に1便を運航する。運航ダイヤは、下り便が鹿児島出港が18時、名瀬入港が2日目5時、那覇入港が19時、所要時間は25時間、上り便が那覇出港が7時、名瀬入港が20時30分、鹿児島入港が2日目8時30分、所要時間は25時間30分となっている。

## 設計
先に建造されたフェリーあけぼの（2代）の準同型船であるが、三菱重工業が開発した船底から気泡を放出して船体抵抗を削減する三菱空気潤滑システム（MALS）をフェリーで初めて搭載するなど、新たな技術が盛り込まれ改良されている。機関はフェリーあけぼのと同じく、船体抵抗の少ない2機1軸構成である。両舷船尾にランプウェイを装備しており、トラック、乗用車などをロールオン・ロールオフ方式で車両甲板に搭載するほか、船首甲板がコンテナスペースとなっており、コンテナをデリックによるリフトオン・リフトオフ方式で搭載する。

## 船内
フェリーあけぼのと比較して、特等・一等室を減らして二等室を増やしたため、旅客定員はやや増加した。二等洋室（寝台A）には、鹿児島 - 沖縄航路としては初めてシングルルームおよびセパレート式二段ベットが導入された。
高齢者、障害者等の移動等の円滑化の促進に関する法律（バリアフリー新法）に基づいて作成された鉄道・運輸機構の旅客船バリアフリーガイドラインに準拠したバリアフリー高度化船である。通常の船内設備に加えて、高齢者や身障者に対応した客室、多機能トイレ、車いす対応エスカレーター、エレベーターなどのバリアフリー設備を備える。

### 船室
| 等級                | 部屋数   | 定員  | 設備                                                    |
| ------------------- | -------- | ----- | ------------------------------------------------------- |
| 特等洋室            | 2名×2室  | 4名   | ツインベッド、バス・トイレ・テレビ・洗面台付            |
| 1等和洋室           | 5名×3室  | 15名  | 二段ベッド（上段収納可）×4名、和室1名、テレビ・洗面台付 |
| 2等洋室（寝台A）    | 1名×6室  | 6名   | シングルベッド、テレビ付                                |
| 2等洋室（寝台A）    | 6名×2室  | 12名  | セパレート型二段ベッド×6名                              |
| 2等洋室（寝台A）    | 2名×1室  | 2名   | 二段ベッド（上段収納可）×2名、車いす対応                |
| 2等洋室（寝台B）    | 8名×19室 | 152名 | 二段ベッド×8名                                          |
| 2等和室             | 10室     | 448名 | マット                                                  |
| 2等和室（女性専用） | 2室      | 68名  | マット                                                  |

### 設備
パブリックスペース
- 案内所
- エントランス
- ロビー
- 展望サロン
- 授乳室
- 喫煙室

供食・物販設備
- レストラン
- 売店
- 自動販売機

入浴設備
- シャワー室